# Département de Las Colonias
Le département de Las Colonias est une des 19 subdivisions de la province de Santa Fe, en Argentine. Son chef-lieu est la ville de Esperanza.
Le département a une superficie de 6 439 km2. Sa population s'élevait à 95 202 habitants au recensement de  2001 et à 101 246 en 2007 selon l'estimation de l'IPEC.

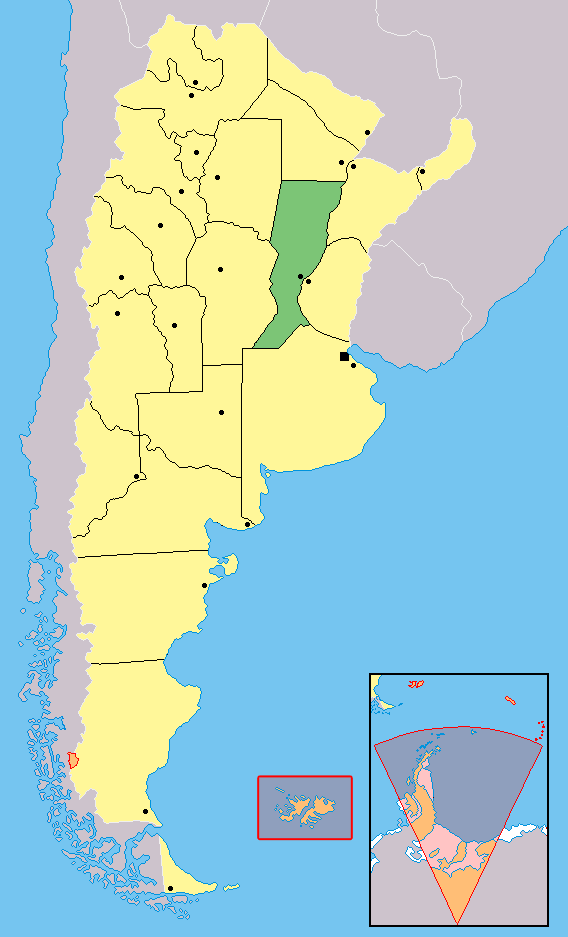
Localisation de la province de Santa Fe en Argentine.